# كليمنتس فريدريك فيفيان جاكسون
كليمنتس فريدريك فيفيان جاكسون (بالإنجليزية: Clements Frederick Jackson)‏ هو مهندس معادن ‏ أسترالي، ولد في 24 أبريل 1873 في Double Bay ‏ في أستراليا، وتوفي في 1955 في بريزبان في أستراليا.